# Spiranthes ochroleuca
Spiranthes ochroleuca, tiếng Anh thường gọi là Yellow Nodding Ladies'-tresses, là một loài phong lan có ở đông nam Canada to miền đông Hoa Kỳ.

## Hình ảnh

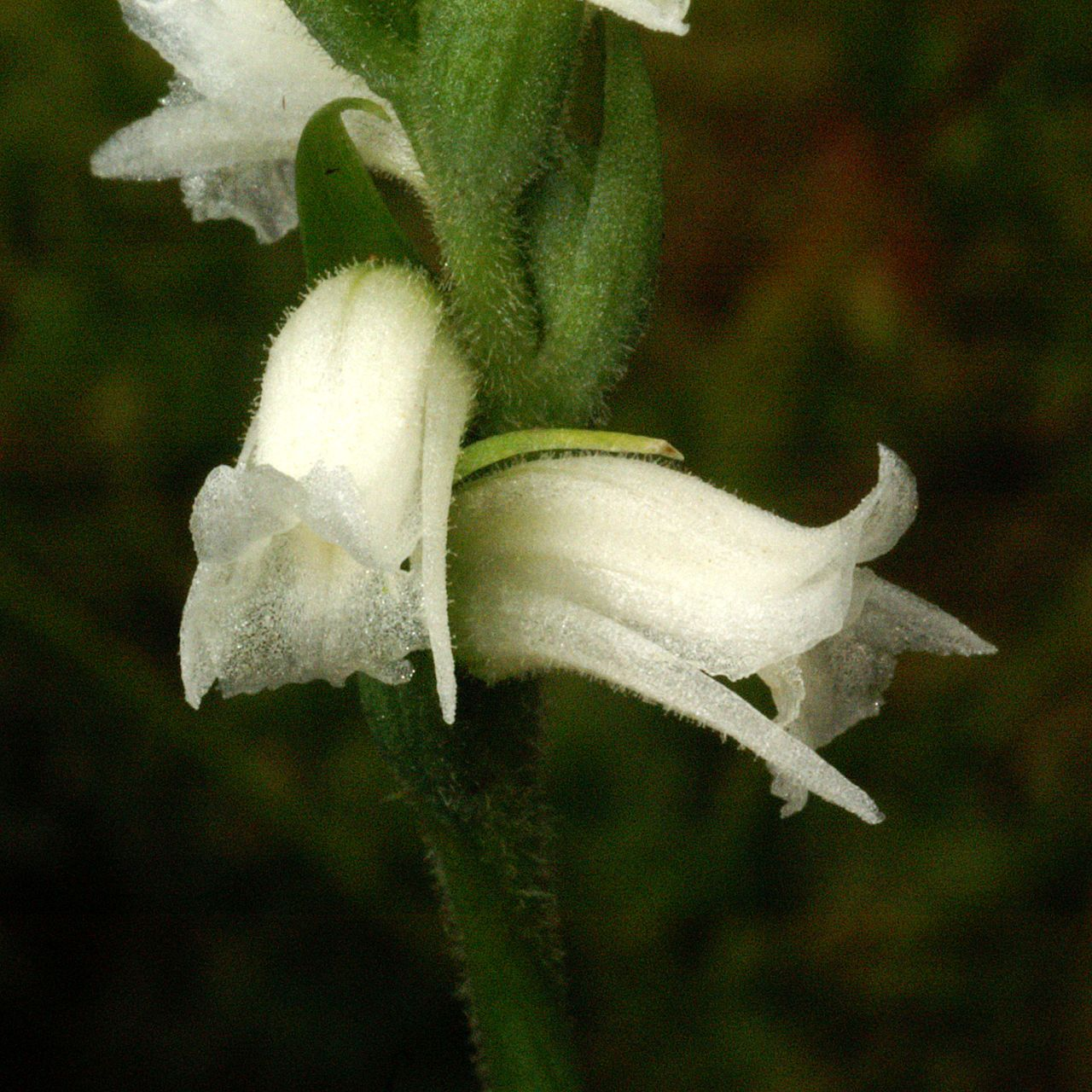
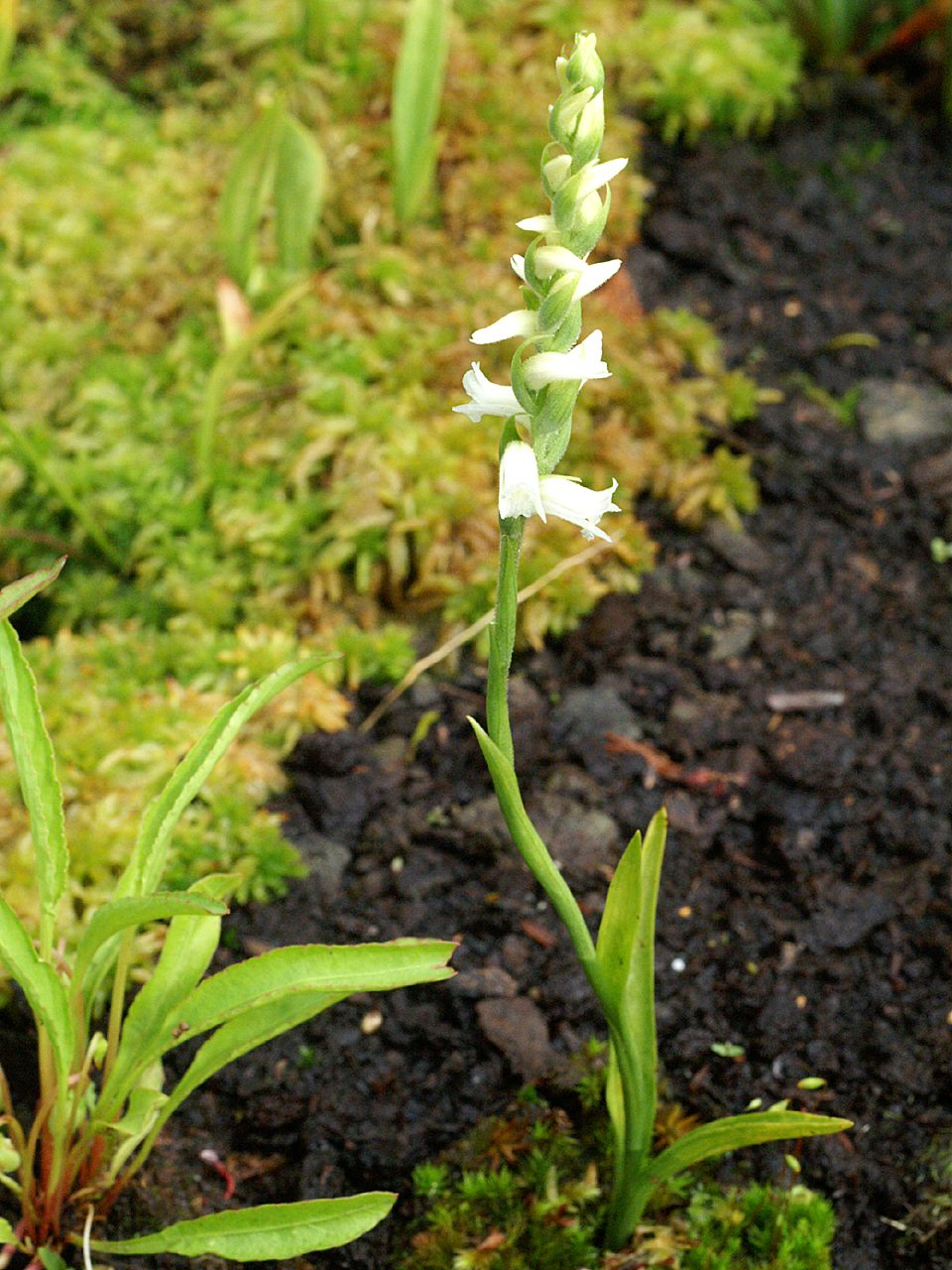